# محمد بيريا
محمد بيريا (بالأذرية: Məhəmməd Biriya)‏ و(بالفارسية: محمد بي‌ريا) (1914 في تبريز - 1985 في تبريز) شاعر وسياسي أذربيجاني إيراني . ووزير الثقافة في جمهورية أذربيجان الشعبية.